# Cybopella
Cybopella är ett släkte av steklar i familjen puppglanssteklar som innehåller arterna Cybopella eucalypti och Cybopella tasmanica.